# 日野日出志のザ・ホラー怪奇劇場
『日野日出志のザ・ホラー怪奇劇場』（ひのひでしのザ・ホラーかいきげきじょう）は、2004年のホラー映画シリーズ。「第一夜」として10月2日から3作品、「第二夜」として11月20日から1作品、12月4日から2作品がテアトル池袋で公開された。配給はパル企画。

## 10月2日『第一夜』

### 地獄小僧
出演
- 円間せつ：山本未來
- 円間大雄（怪物）：赤星満
- 円間大雄（子役）：染谷将太
- 花水刑事：津田寛治
- 老婆：正司花江
- 爺や：沼田爆

スタッフ
- 監督：安里麻里
- 脚本：山本直輝、谷川誠司
- 原作：日野日出志

### わたしの赤ちゃん
出演
- 秋子：有坂来瞳
- 梅木：池内万作
- 三村：恩田括
- 瀬戸：佐藤佐吉
- 吉村一徳：越村公一
- 吉村英子：大塚良重

スタッフ
- 監督：中村義洋
- 脚本：寺内康太郎
- 原作：日野日出志

### 怪奇!死人少女
出演
- 大原百合：前田綾花
- 大原広子：長塩香津美
- 大原秀次：森下能幸
- 大原由起：唐沢もえ
- 坂東：丹古母鬼馬二
- 老人：江藤漢斉

スタッフ
- 監督：白石晃士
- 脚本：横田直幸
- 原作：日野日出志

## 11月20日『第二夜』

### 爛れた家「蔵六の奇病」より
出演
- 蔵六：森下サトシ
- 春子：川口真理恵
- 白橋：三浦誠己
- 志づ：東千晃
- 六太郎：黒沼弘己
- 村長：奥村公延

スタッフ
- 監督：熊切和嘉
- 脚本：宇治田隆史
- 原作：日野日出志

## 12月4日『第二夜』

### オカルト探偵団 死人形の墓場
出演
- 碓井七海：保坂早春
- 牧原大介：谷和憲
- 星一平：高東楓
- 原崇：相葉弘樹
- 柿野谷久美子：川村亜紀
- 白鳥冬美：三輪ひとみ
- 大橋景子：原史奈（特別出演）

スタッフ
- 監督・脚本：山本清史
- 原作：日野日出志

### 恐怖列車
出演
- 佐田雪乃：近野成美
- 藤巻麻子：悠城早矢
- 吉野なつ：あじゃ
- ナツ：立花彩野

スタッフ
- 監督：坂本一雪
- 脚本：宇治田隆史
- 原作：日野日出志

## DVD
ポニーキャニオンより2005年2月16日発売